# Saša Jakomin
Saša Jakomin (* 15. März 1973) ist ein ehemaliger slowenischer Fußballspieler.

## Karriere

### Verein
Jakomin wechselte zur Saison 1994/95 vom NK Ankaran zum Erstligisten FC Koper. Für Koper kam er in seiner ersten Spielzeit aber nie zum Einsatz, mit dem Team stieg er zu Saisonende in die 2. SNL ab. 1996 gelang dem Verein der direkte Wiederaufstieg. Sein Debüt in der 1. SNL machte er im August 1996 gegen den NK Korotan. In der Saison 1996/97 spielte er 29 Mal in der höchsten slowenischen Spielklasse, aus der er mit dem Verein jedoch direkt wieder abstieg. Auch diesmal gelang ihm mit Koper allerdings der direkte Wiederaufstieg ins Oberhaus. In der Saison 1998/99 kam er zu 32 Erstligaeinsätzen, in denen er neunmal traf. Koper blieb eine Fahrstuhlmannschaft und stieg ein drittes Mal in Folge nach einer Saison wieder ab. Im Gegenzug dazu stieg Koper 2000 auch ein drittes Mal in Folge direkt wieder in die höchste Spielklasse auf. In der Saison 2000/01 kam Jakomin zu 30 Einsätzen in der 1. SNL, in denen er zwölf Tore erzielte. In der Saison 2001/02 kam er in der Hinrunde auf zehn Tore in 19 Einsätzen.
Im Januar 2002 wechselte der Stürmer nach Deutschland zum Zweitligisten SpVgg Unterhaching. Für Unterhaching kam er elfmal in der 2. Bundesliga zum Einsatz, aus der er mit den Bayern zu Saisonende aber abstieg. Nach vier Einsätzen in der Hinrunde der Saison 2002/03 in der Regionalliga Süd kehrte er im Januar 2003 wieder nach Koper zurück. Dort absolvierte er in den folgenden eineinhalb Jahren 45 Partien in der 1. SNL und erzielte dabei 15 Tore.
Zur Saison 2004/05 wechselte Jakomin ein zweites Mal ins Ausland, diesmal zum österreichischen Bundesligisten Schwarz-Weiß Bregenz. Für Bregenz kam er zu 34 Einsätzen in der Bundesliga, in denen er vier Tore erzielte. Mit dem Team stieg er zu Saisonende aus der Bundesliga ab, woraufhin der Verein Konkurs ging und sich auflöste. Daraufhin kehrte er zur Saison 2005/06 abermals nach Koper zurück. In zwei Jahren absolvierte er weitere 59 Spiele in der 1. SNL, in denen er 15 Tore machte. Zur Saison 2007/08 schloss er sich dem Zweitligisten SC Bonifika an. Für Bonifika kam er zu 37 Zweitligaeinsätzen und 13 Toren. Im Januar 2009 kehrte er zum Drittligisten Ankaran zurück, bei dem er 2013 seine Karriere beendete.

### Nationalmannschaft
Jakomin absolvierte im April 2004 in einem Testspiel gegen die Schweiz sein erstes und einziges Spiel für die slowenische Nationalmannschaft.